# Józef Tyan z Bejrutu
Józef Tyan z Bejrutu (ur. 15 marca 1760 w Bejrucie, zm. 20 lutego 1820 w Antiochii) – duchowny katolicki kościoła maronickiego, w latach 1796-1808 66. maronicki patriarcha Antiochii i całego Wschodu.